# Vila Verde (Vinhais)
Vila Verde  ist eine Gemeinde und Ortschaft im Nordosten Portugals, in der Region Trás-os-Montes.

## Geschichte
Aus römischer Zeit stammen die Befestigungsreste aus Schiefer, die auf das erste bis zweite Jahrhundert n. Chr. datiert sind. Eine Römerstraße verlief unweit der Anlage.
Über die Ursprünge der heutigen Ortschaft ist dagegen erstaunlich wenig bekannt. Im Jahr 1801 wurde sie als Ortschaft mit 168 Einwohnern und zum Kreis Mirandela gehörend aufgeführt.
Im Zuge der verschiedenen Verwaltungsreformen nach der Liberalen Revolution 1822 kam Vila Verde dann zum Kreis Vinhais. 1849 zählte man hier 438 Einwohner.

## Verwaltung
Vila Verde ist eine Gemeinde (Freguesia) im Kreis (Concelho) von Vinhais, im Distrikt Bragança. Die Gemeinde hat eine Fläche von 15 km² und zählt 151 Einwohner (Stand 19. April 2021).
Zwei Ortschaften liegen im Gemeindegebiet:
- Prada
- Vila Verde

| Einwohnerzahl in der Gemeinde Vila Verde (1801–2011) | Einwohnerzahl in der Gemeinde Vila Verde (1801–2011) | Einwohnerzahl in der Gemeinde Vila Verde (1801–2011) | Einwohnerzahl in der Gemeinde Vila Verde (1801–2011) | Einwohnerzahl in der Gemeinde Vila Verde (1801–2011) | Einwohnerzahl in der Gemeinde Vila Verde (1801–2011) | Einwohnerzahl in der Gemeinde Vila Verde (1801–2011) | Einwohnerzahl in der Gemeinde Vila Verde (1801–2011) | Einwohnerzahl in der Gemeinde Vila Verde (1801–2011) | Einwohnerzahl in der Gemeinde Vila Verde (1801–2011) | Einwohnerzahl in der Gemeinde Vila Verde (1801–2011) | Einwohnerzahl in der Gemeinde Vila Verde (1801–2011) | Einwohnerzahl in der Gemeinde Vila Verde (1801–2011) | Einwohnerzahl in der Gemeinde Vila Verde (1801–2011) | Einwohnerzahl in der Gemeinde Vila Verde (1801–2011) | Einwohnerzahl in der Gemeinde Vila Verde (1801–2011) | Einwohnerzahl in der Gemeinde Vila Verde (1801–2011) |
| ---------------------------------------------------- | ---------------------------------------------------- | ---------------------------------------------------- | ---------------------------------------------------- | ---------------------------------------------------- | ---------------------------------------------------- | ---------------------------------------------------- | ---------------------------------------------------- | ---------------------------------------------------- | ---------------------------------------------------- | ---------------------------------------------------- | ---------------------------------------------------- | ---------------------------------------------------- | ---------------------------------------------------- | ---------------------------------------------------- | ---------------------------------------------------- | ---------------------------------------------------- |
| 1801                                                 | 1849                                                 | 1864                                                 | 1878                                                 | 1890                                                 | 1900                                                 | 1911                                                 | 1920                                                 | 1930                                                 | 1940                                                 | 1950                                                 | 1960                                                 | 1970                                                 | 1981                                                 | 1991                                                 | 2001                                                 | 2011                                                 |
| 168                                                  | 438                                                  | 495                                                  | 516                                                  | 453                                                  | 452                                                  | 445                                                  | 440                                                  | 501                                                  | 594                                                  | 524                                                  | 609                                                  | 662                                                  | 344                                                  | 281                                                  | 240                                                  | 186                                                  |